# 세상에서 가장 위대한 일
《세상에서 가장 위대한 일》은 2013년 9월 19일에 MBC에서 방영된 추석 특집 드라마이다.

## 등장 인물

### 주요 인물
- 최윤영 : 우선 역
- 이상엽 : 존 해리스 역
- 전역산 : 한재수 역
- 구은애 : 소유리 역

### 그외 인물들
- 김용림 : 우선의 할머니 역
- 맹세창 : 보현 역
- 김희정 : 자유 역
- 김성기 : 보현 부 역
- 이현경 : 보현 모 역
- 홍리걸 : 예찬이 역
- 김진수 : 자유 부 역
- 김민희 : 자유 모 역
- 샘 해밍턴 : 샘 역
- 정동하 : 정동하 역
- 배다해 : 배다해 역
- 이아현 : 구예리 역
- 주보비 : 승아 역
- 이수나 : 원장 역
- 문영미 : 밥엄마 역
- 박초은 : 미진 역